# Ricardo Mathias
Ricardo Mathias da Silva (Nova Iguaçu, 25 de julho de 2006), ou apenas Ricardo Mathias, é um futebolista brasileiro que atua como atacante no Internacional.

## Carreira
Nascido em Nova Iguaçu, Rio de Janeiro, Mathias jogou futebol amador em sua cidade natal antes de ingressar nas categorias de base da Ferroviária em 2021. No ano seguinte, foi contratado pelo Internacional, sendo escalado inicialmente para o time juvenil.
Mathias fez sua estreia no time principal em 11 de agosto de 2024, entrando no lugar de Rômulo em um empate em casa por 2 a 2 contra o Athletico Paranaense. Marcou seu primeiro gol pelo profissional em 5 de outubro, empatando no último minuto em um empate fora de casa contra o Corinthians pelo mesmo placar.
Em 23 de outubro de 2024, Mathias renovou seu contrato com o Colorado até 2028.
Em 15 de maio de 2025, fez seu primeiro gol em competições continentais pelo Internacional na vitória por 2x0 contra o Nacional, aos 45 minutos. Três dias depois, em 18 de maio, marcou seu segundo gol, aos 77 minutos, no empate por 1x1 contra o Mirassol.

## Seleção Brasileira
Em setembro de 2022, Mathias foi convocado para a Seleção Brasileira Sub-17, e disputou o Campeonato Sul-Americano Sub-17 de 2023, torneio em que foi campeão.
Ele também fez parte do time que conquistou o Campeonato Sul-Americano Sub-20 de 2025, marcando um gol na última partida do torneio.

## Títulos
Internacional
- Campeonato Gaúcho: 2025

Brasil Sub-17
- Campeonato Sul-Americano Sub-17: 2023

Brasil Sub-20
- Campeonato Sul-Americano Sub-20: 2025